# 帕里斯斯普林斯章克申 (密蘇里州)
帕里斯斯普林斯章克申（英語：Paris Springs Junction）是位於美國密蘇里州勞倫斯縣的非建制地區。

## 歷史
帕里斯斯普林斯章克申的郵局於1874年設立，其後於1920年停運。

## 地理
帕里斯斯普林斯章克申所處的海拔為高於海平面343米（即1125英呎），而該地所採用的時區為UTC-6，即北美中部時區（CST）。同時該地設有夏令時間，為UTC-6調快一小時，即UTC-5（CDT）。